# مشارکت برای صلح

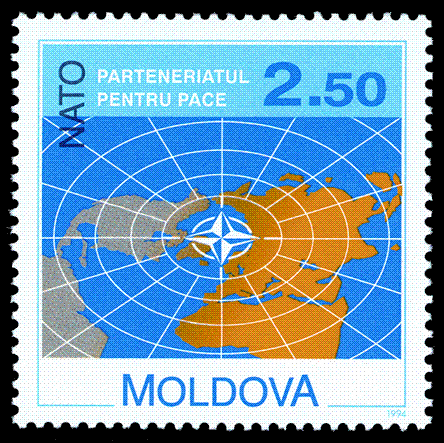
تمبر پستی مولداوی تقدیمی به "مشارکت برای صلح"

مشارکت برای صلح (PfP) یک برنامه سازمان پیمان آتلانتیک شمالی (ناتو) است که هدف آن ایجاد اعتماد بین ناتو و سایر کشورهای اروپایی و اتحاد جماهیر شوروی سابق است. اکنون ۲۰ کشور عضو این برنامه هستند. این برنامه، نخستین بار در ۲۰ تا ۲۱ اکتبر ۱۹۹۳ به پیشنهاد و ابتکار ایالات متحده، مورد بحث قرار گرفت و به‌طور رسمی در ۱۰ تا ۱۱ ژانویه ۱۹۹۴ در اجلاس بروکسل، بلژیک تأیید و راه‌اندازی شد. رئیس‌جمهور بیل کلینتون، مشارکت برای صلح را به عنوان «مسیری که به عضویت در ناتو منتهی می‌شود» توصیف کرد.

## فعالیت‌ها
ناتو روابط خود را با شرکای خود از طریق همکاری نظامی به نظامی در زمینه آموزش، تمرینات، برنامه‌ریزی، واکنش در برابر بلایا، مسائل علمی و زیست‌محیطی، حرفه‌ای‌سازی، برنامه‌ریزی خط مشی، و روابط با دولت‌ها ایجاد می‌کند.

## عضویت

| کشورهای اروپایی عضو ناتو (۱۹۹۴) اعضای کنونی ناتو که قبلاً عضو برنامهٔ مشارکت برای صلح بوده‌اند. | اعضای برنامهٔ مشارکت برای صلح کشورهای علاقه‌مند به عضویت در برنامهٔ مشارکت برای صلح |

### اعضای کنونی
- ارمنستان (۵ اکتبر ۱۹۹۴)[۶]
- جمهوری آذربایجان (۴ مه ۱۹۹۴)[۶]
- بلاروس (۱۱ ژانویهٔ ۱۹۹۵)[۶]
- بوسنی و هرزگوین (۱۴ دسامبر ۲۰۰۶)[۶]
- گرجستان (۲۳ مارس ۱۹۹۴)[۶]
- قزاقستان (۲۷ مه ۱۹۹۴)[۶]
- قرقیزستان (۱ ژوئن ۱۹۹۴)[۶]
- مولدووا (۱۶ مارس ۱۹۹۴)[۶]
- روسیه (۲۲ ژوئن ۱۹۹۴)[۶]
- صربستان (۱۴ دسامبر ۲۰۰۶)[۶]
- تاجیکستان (۲۰ فوریهٔ ۲۰۰۲)[۶]
- ترکمنستان (۱۰ مه ۱۹۹۴)[۶]
- اوکراین (۸ فوریهٔ ۱۹۹۴)[۶]
- ازبکستان (۱۳ ژوئیهٔ ۱۹۹۴)[۶]

#### اعضای اتحادیه اروپا
- اتریش (۱۰ فوریهٔ ۱۹۹۵)[۶]
- جمهوری ایرلند (۱ دسامبر ۱۹۹۹)[۶]
- مالت (در ۲۶ آوریل ۱۹۹۵ مالت به عضویت PfP درآمد.[۷] در ۲۷ اکتبر ۱۹۹۶ برای حفظ بی‌طرفی خود، برنامه را ترک کرد.[۸] در ۲۰ مارس ۲۰۰۸، مالت تصمیم گرفت عضویت خود در PfP را مجدداً فعال کند.[۹][۱۰] این مورد توسط ناتو در نشست بخارست در ۳ آوریل ۲۰۰۸ پذیرفته شد)[۱۱]

#### عضو انجمن تجارت آزاد اروپا
- سوئیس (۱۱ دسامبر ۱۹۹۶)[۶]

### سابقه عضویت
۱۴ کشور عضو سابق PfP (یعنی آلبانی، بلغارستان، کرواسی، جمهوری چک، استونی، مجارستان، لتونی، لیتوانی، مونته‌نگرو، مقدونیه شمالی، لهستان، رومانی، اسلواکی و اسلوونی) متعاقباً به ناتو پیوستند. در ۲۶ آوریل ۱۹۹۵ مالت به عضویت PfP درآمد. در ۲۷ اکتبر ۱۹۹۶ برای حفظ بی‌طرفی خود، برنامه را ترک کرد. در ۲۰ مارس ۲۰۰۸، مالت تصمیم گرفت عضویت خود در PfP را مجدداً فعال کند. این مورد توسط ناتو در نشست بخارست در ۳ آوریل ۲۰۰۸ پذیرفته شد. در جریان نشست سران ناتو در ریگا در ۲۹ نوامبر ۲۰۰۶، بوسنی و هرزگوین، مونته‌نگرو و صربستان برای پیوستن به PfP دعوت شدند، که در ۱۴ دسامبر ۲۰۰۶ درخواست خود را دادند.

### اعضای مشتاق
- قبرس تنها کشور عضو اتحادیه اروپا است که نه عضو ناتو است و نه عضو برنامه PfP. پارلمان قبرس در فوریه ۲۰۱۱ قطعنامه‌ای را تصویب کرد که قبرس باید به‌دنبال عضویت در این برنامه باشد، اما رئیس‌جمهور وقت قبرس دیمیتریس خریستوفیاس به آن عمل نکرد و گفت که این قطعنامه، تلاش‌های او برای مذاکره برای پایان دادن به مناقشه این کشور را مختل می‌کند. با به اصطلاح قبرس شمالی (فقط توسط ترکیه به رسمیت شناخته شده) از طرفی، ترکیه یکی از اعضای کامل ناتو، احتمالاً هرگونه تلاش قبرس برای تعامل با ناتو را تا زمانی که اختلاف حل نشود، وتو خواهد کرد. جانشین کریستوفیاس، نیکوس آناستاسیادس، علناً از عضویت قبرس در PfP حمایت کرده‌است، اگرچه نیکوس کریستودولیدس، وزیر خارجه کنونی، عضویت قبرس در ناتو یا مشارکت برای صلح را رد کرده‌است.
- کوزوو عضویت در PfP را هدف تاکتیکی و استراتژیک دولت توصیف کرده‌است. کوزوو درخواستی را برای پیوستن به برنامه PfP در ژوئیهٔ ۲۰۱۲ ارسال کرد. با این‌حال، چهار کشور عضو ناتو، یونان، رومانی، اسپانیا و اسلواکی، استقلال کوزوو را به رسمیت نمی‌شناسند و تهدید کرده‌اند که از مشارکت کوزوو در این برنامه جلوگیری خواهند کرد. برای احراز شرایط پیوستن، ابتدا باید نیروهای مسلح کوزوو ایجاد شود.

#### کشورهایی که در ۱۲ مارس ۱۹۹۹ به عضویت کامل ناتو درآمدند
- جمهوری چک (۱۰ مارس ۱۹۹۴)[۶]
- مجارستان (۸ فوریهٔ ۱۹۹۴)[۶]
- لهستان (۲ فوریهٔ ۱۹۹۴)[۶]

#### کشورهایی که در ۲۹ مارس ۲۰۰۴ به عضویت کامل ناتو درآمدند
- بلغارستان (۱۴ فوریهٔ ۱۹۹۴)[۶]
- استونی (۳ فوریهٔ ۱۹۹۴)[۶]
- لتونی (۱۴ فوریهٔ ۱۹۹۴)[۶]
- لیتوانی (۲۷ ژانویهٔ ۱۹۹۴)[۶]
- رومانی (۲۶ ژانویهٔ ۱۹۹۴)[۶]
- اسلواکی (۹ فوریهٔ ۱۹۹۴)[۶]
- اسلوونی (۳۰ مارس ۱۹۹۴)[۶]

#### کشورهایی که در ۱ آوریل ۲۰۰۹ به عضویت کامل ناتو درآمدند
- آلبانی (۲۳ فوریهٔ ۱۹۹۴)[۶]
- کرواسی (۲۵ مه ۲۰۰۰)[۶]

#### کشوری که در ۵ ژوئن ۲۰۱۷ به عضویت کامل ناتو درآمد
- مونته‌نگرو (۱۴ دسامبر ۲۰۰۶)[۶]

#### کشوری که در ۲۷ مارس ۲۰۲۰ به عضویت کامل ناتو درآمد
- مقدونیه شمالی (١۵ نوامبر ۱۹۹۵)[۶]

#### کشوری که در ۴ آوريل ٢٠٢٣ به عضویت کامل ناتو درآمد
- فنلاند (۹ مه ۱۹۹۴)[۶]

#### کشوری که در ٧ مارس ٢٠٢٣ به عضویت کامل ناتو درآمد
- سوئد (۹ مه ۱۹۹۴)[۶]